# 锡尔韦拉尼亚
锡尔韦拉尼亚是巴西米纳斯吉拉斯州的一个市镇。总面积157.484平方公里，总人口2125人，人口密度13.5人/平方公里。